# Johannes van Vloten
Johannes van Vloten (Kampen, 18 januari 1818 – Haarlem, 21 september 1883) was een Nederlands onderzoeker, die zich onder andere bezighield met taal- en letterkunde, (kunst- en literatuur)geschiedenis, theologie en filosofie. Hij staat bekend als herontdekker van Spinoza's werk en vrijdenker in diens traditie, met een grote betrokkenheid bij allerlei maatschappelijke kwesties. Van Vloten was een van de grondleggers van het moderne humanisme.
"Mijn kerk is de maatschappij, en mijne godsdienst vindt hare uitoefening in het leven zelf; geen mijner godsdienstige behoeften die daar niet bevredigd worden kan; op ieder uur en plaats, bij iederen arbeid en ieder genot dat het mij biedt"
(Joh. van Vloten - Over de Leer der Hervormde Kerk en Hare Toekomst, Schiedam 1849, p. 94)
Van Vloten stak zijn maatschappelijke betrokkenheid en zijn gevoel voor rechtvaardigheid niet onder stoelen of banken. Dat bracht hem nogal eens in conflictsituaties. Knuvelder (1973, p. 506) spreekt van “luidruchtig verzet tegen alle schijn en huichelarij, ook op theologisch gebied”.
Van Vloten werd in 1818 te Kampen geboren als zoon van de leraar der hervormde gemeente Willem van Vloten en van Marta Johanna Sprée. Hij was gehuwd met Elisabeth van Gennep (1824 - 1906) en kreeg vier zonen en drie dochters: Martha, Kitty en Betsy. Alle drie de dochters zouden later met bekende Nederlandse kunstenaars uit de kring van de “Tachtigers” trouwen.

## Levensloop

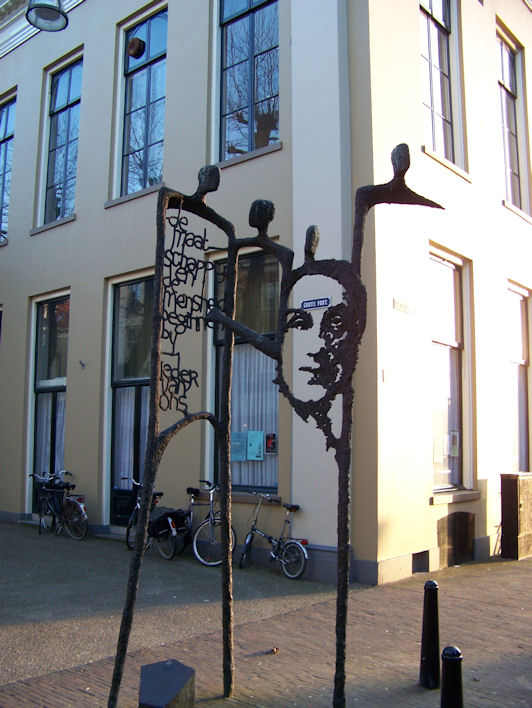
Sculptuur (1996) van Hans Mes in Deventer, ter herinnering aan Van Vloten

Vader en grootvader Van Vloten waren predikant. Rond de tijd dat Johannes (“Jan”) naar de middelbare school ging overleed zijn vader op 4 november 1829 te Kampen. Bij een viering van de verjaardag van koning Willem I op 24 augustus 1835 in Kampen gooide Johannes een voetzoeker het chique publiek van notabelen in, waarop een ruzie met een hooggeplaatste bejaarde man (ridder Roorda van Eysinga) ontstond, die Johannes uitfoeterde. De burgemeester bemiddelde en eiste excuses van Johannes, maar die vond dat de andere partij dat eerst moest doen voor de gebezigde krasse bewoordingen. Dit zou karakteristiek zijn voor Van Vlotens rechtsvaardigheidsgevoel maar ook gebrek aan zelfkritiek. In 1835 verhuisde van Vloten met zijn moeder, tante en zuster naar Leiden. Hij studeerde twee jaar westerse, klassieke en oosterse talen, waaronder Hebreeuws, en sloot deze voorbereiding op zijn theologie-studie met de hoogste lof af. In 1843 promoveerde hij. Zijn promotie betekende tegelijkertijd zijn definitieve breuk met de kerk. Van Vloten was beïnvloed door het werk van de Duitse theoloog David Friedrich Strauss.
In 1842 werd hij leraar Frans en geschiedenis aan het Erasmiaans Gymnasium te Rotterdam, maar dat was geen succes. In 1846 werd hem eervol ontslag verleend vanwege “volslagen gebrek aan orde”. Hij ging daarna filosofie studeren in Leiden en verloofde zich met Elisabeth van Gennep. De verloving zou acht jaar duren. In zijn Leidse jaren publiceerde hij - om de kost te verdienen - verschillende werken, zoals bloemlezingen van middeleeuwse proza en poëzie.
In 1854 werd van Vloten door de gemeenteraad van Deventer aangesteld als hoogleraar Nederlandse taal- en letterkunde aan het Atheneum Illustre te Deventer. Omdat van Vloten vanaf toen een vast inkomen had, kon hij eindelijk trouwen met Elisabeth. In 1861 werd hij benoemd tot rector magnificus van het Atheneum. In 1862 voltooide hij zijn Baruch Spinoza, zijn leven en schriften in verband met zijn en onze tijd. In 1865 ontgaat hem een benoeming als hoogleraar in Groningen. In datzelfde jaar begint hij een eigen tijdschrift, De Levensbode (1865 – 1881), later omgedoopt tot De Humanist (1882 - 1883). In 1867 moest hij aan het Deventer Atheneum het veld ruimen na een heftige confrontatie met kerk en autoriteit. In datzelfde jaar beviel zijn vrouw van hun zevende kind. In 1868 verhuisde van Vloten, die nu weer zonder vast inkomen zat, met zijn gezin naar Bloemendaal. Een van de redenen om voor Bloemendaal te kiezen was de nabijheid van de zee. De andere was de aanwezigheid van de eerste, in 1867 opgerichte MMS in Haarlem. Alle drie de dochters zouden hier hun middelbareschoolopleiding krijgen.
Hoewel van Vloten aanvankelijk bevriend was met Multatuli, schreef hij in 1875 Onkruid onder de Tarwe, dat een felle aanval op zijn vroegere vriend behelsde.
Toen in 1876 de vader van Elisabeth overleed erfde zij daarmee zoveel vermogen, dat aan de architect Pierre Cuypers opdracht kon worden gegeven tot het bouwen van een huis aan het Florapark in Haarlem in neogotische stijl.
In 1878 maakte het gezin voor het eerst een reis naar Scandinavië. In 1881 opnieuw. In 1883 overleed Johannes van Vloten.

## Dochters en zonen

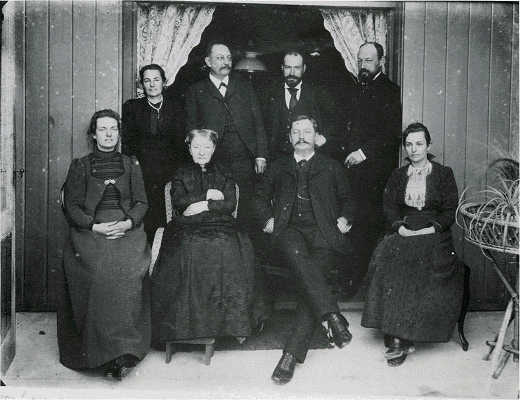
De vrouw en kinderen van Johannes van Vloten. Achterste rij van links naar rechts: Martha van Eeden-van Vloten, Willem van Vloten, Gerlof van Vloten, Frank van Vloten. Voorste rij van links naar rechts: Kitty Verwey-van Vloten, Betsy van Vloten-van Gennep, Odo van Vloten, Betsy Witsen-van Vloten.

Johannes van Vloten en Elisabeth van Gennep kregen drie dochters (“de gezusters van Vloten”):
- Martha (1857 – 1943), vertaler, die later met de schrijver Frederik van Eeden zou trouwen
- Betsy (1862 – 1946), schrijver en dichter, trouwde met de kunstschilder Willem Witsen en etnomusicoloog Johann Sebastian Brandts Buys
- Kitty (1867 – 1945), vertaler, die met de dichter Albert Verwey trouwde

De vier zonen van Johannes en Elisabeth waren:
- Willem (1855 – 1925), medeoprichter en commissaris van de Hoogovens te IJmuiden
- Frank (1858 – 1930), elektrotechnisch ingenieur, ondernemer en grootgrondbezitter, bewoner van het Ronde Huis bij Nunspeet
- Odo (1860 – 1931), ondernemer in Nederlands-Indië en bewoner Landgoed Duno
- Gerlof (1866 – 1903), schrijver en vertaler, redacteur van de editie van 1895 van de Arabische encyclopedie Mafātīḥ al-ʿulūm

## Betekenis
Van Vloten heeft op verschillende terreinen een belangrijke betekenis gehad:
- voor de studie van Spinoza in Nederland; onder meer door de uitgave (samen met Jan Pieter Nicolaas Land) van diens Verzamelde Werken (Opera Omnia in 2 delen, 1882-1883). In totaal schreef Van Vloten tussen 1853 en 1883 bijna 60 beschouwingen over Spinoza, onder andere Baruch Spinoza, zijn leven en schriften in verband met zijn en onze tijd, 1862, Benedictus de Spinoza, 1871, en De blijde boodschapper der mondige menschheid, 1880. Van Vloten had ook een belangrijk aandeel in het oprichten van een standbeeld voor Spinoza in Den Haag op 14 september 1880.
- voor de geschiedenis van de Nederlandse letterkunde, onder meer door de uitgave van een zeer groot aantal studies, tekstuitgaven en bloemlezingen
- als verzamelaar van kinder- en bakerrijmpjes; bijvoorbeeld in Nederlandsche baker- en kinderrijmen.

Latere biografen zijn van mening dat Van Vloten in het vele werk dat hij publiceerde slordig en onbetrouwbaar was.

## Belangrijkste werken
De lijst van publicaties van de hand van Van Vloten is zeer lang. “Tijdens zijn leven zagen meer dan 1500 publicaties het licht. Daaronder waren bijdragen aan verschillende tijdschriften op het gebied van wijsbegeerte, politiek, geschiedenis, letter- en zedenkunde. De artikelen handelden over maatschappelijke kwesties, arbeidsvoorwaarden, onderwijs, godsdienst, taal, beeldende kunst en literatuur." (van Uuden & Stokvis 2007, p. 22).
Enkele van zijn voornaamste geschriften zijn:
- 1851: Nederlandsch proza van de dertiende tot de achttiende eeuw, naar tijdsorde gerangschikt. Deel 1: Verzameling van Nederlandsche Prozastukken 1229 - 1476, Leiden 1851
- 1865: Beknopte geschiedenis der Nederlandsche letteren, Tiel 1865
- 1871: 
  - Zielkundig-historische inleiding ter algemeene en Nederlandsche taalkennis, Haarlem 1871
  - Benedictus de Spinoza, naar leven en werken, in verband met zijnen en onzen tijd, Schiedam : Roelants, 1871. (Een eerdere uitgave van 1862 heette nog Baruch Spinza)
- 1894: Nederlandsche Baker- en kinderrijmen (1871-1872), met melodieën, bijeengebracht door Marius Adrianus Brandts Buys[4]
- 1876: Jonckbloet's zoogenoemde Geschiedenis der Nederlandsche Letterkunde, ten dienste van haar lezers getoetst en toegelicht, Arnhem 1876
- 1880: Spinoza de blijde boodschapper der mondige menschheid. Toespraak bij de onthulling van zijn standbeeld, 's Gravenhage, Nijhoff, 1880.
- 1881-1882: Nederlandsche Aesthetika of leer van 't Schoon en den Kunstsmaak, naar uit- en inheemse bronnen. Twee delen, Schoonhoven 1881 - 1882
- diverse bronnenpublicaties van onuitgegeven en verzameld werk van Benedictus de Spinoza.